# إليس رينولدز شيب
إليس رينولدز شيب (بالإنجليزية: Ellis Reynolds Shipp)‏ هي كاتبة ترانيم وطبيبة أمريكية، ولدت في 20 يناير 1847، وتوفيت في 31 يناير 1939 بسبب سرطان.